# Tore Tapper
Tore Wilhelm Lesley Tapper, född 20 februari 1915 i Borlänge, död där 13 december 1989, var en svensk teckningslärare, målare och tecknare.
Han var son till färghandlaren Algot Tapper och Signe Zetterholm och gift med Aina Elisabet Andersson. Tapper studerade konst för Otte Sköld vid Kungliga konsthögskolan 1938–1944 och under ett antal studieresor till Frankrike. Han medverkade i Sveriges allmänna konstförenings höstutställningar på Liljevalchs konsthall och Nationalmuseums Unga tecknare på 1940-talet samt i Dalarnas konstförenings salonger i Falun från början av 1930-talet. Hans konst består av stilleben och porträtt i olja samt teckningar i en naturalistisk stil. Han minskade ner sin konstnärliga verksamhet i samband med att han blev sysselsatt inom färghandelsbranschen. Tapper är representerad vid Moderna museet i Stockholm.